# Mongolischer Kalottenhelm
Ein mongolischer Kalottenhelm ist eine mittelalterliche (etwa 14. Jahrhundert) Schutzwaffe aus der Mongolei.

## Beschreibung
Der mongolische Kalottenhelm besteht in der Regel aus Eisen. Die Helmkalotte ist rund ausgetrieben und läuft auf der Oberseite spitz zu. Am unteren Helmrand sind Löcher angebracht, die zur Befestigung einer Helmbrünne vorgesehen sind. Dieser Helm war in der Zeit der Goldenen Horde im asiatischen- und europäischen Raum weit verbreitet. Ein Helm ähnlicher Bauart ist der Helm des Yaroslaw Vsevolodovich, der heute im Moskauer Kreml aufbewahrt wird.
Erhaltene Exemplare sind sehr selten. Es gibt verschiedene Versionen. Andere Versionen bestehen nicht aus einem getriebenen Blech, sondern sind aus zwei separat gefertigten Hälften, oder aus mehreren Bändern zusammengefügt.